# Virgen de Pochayev

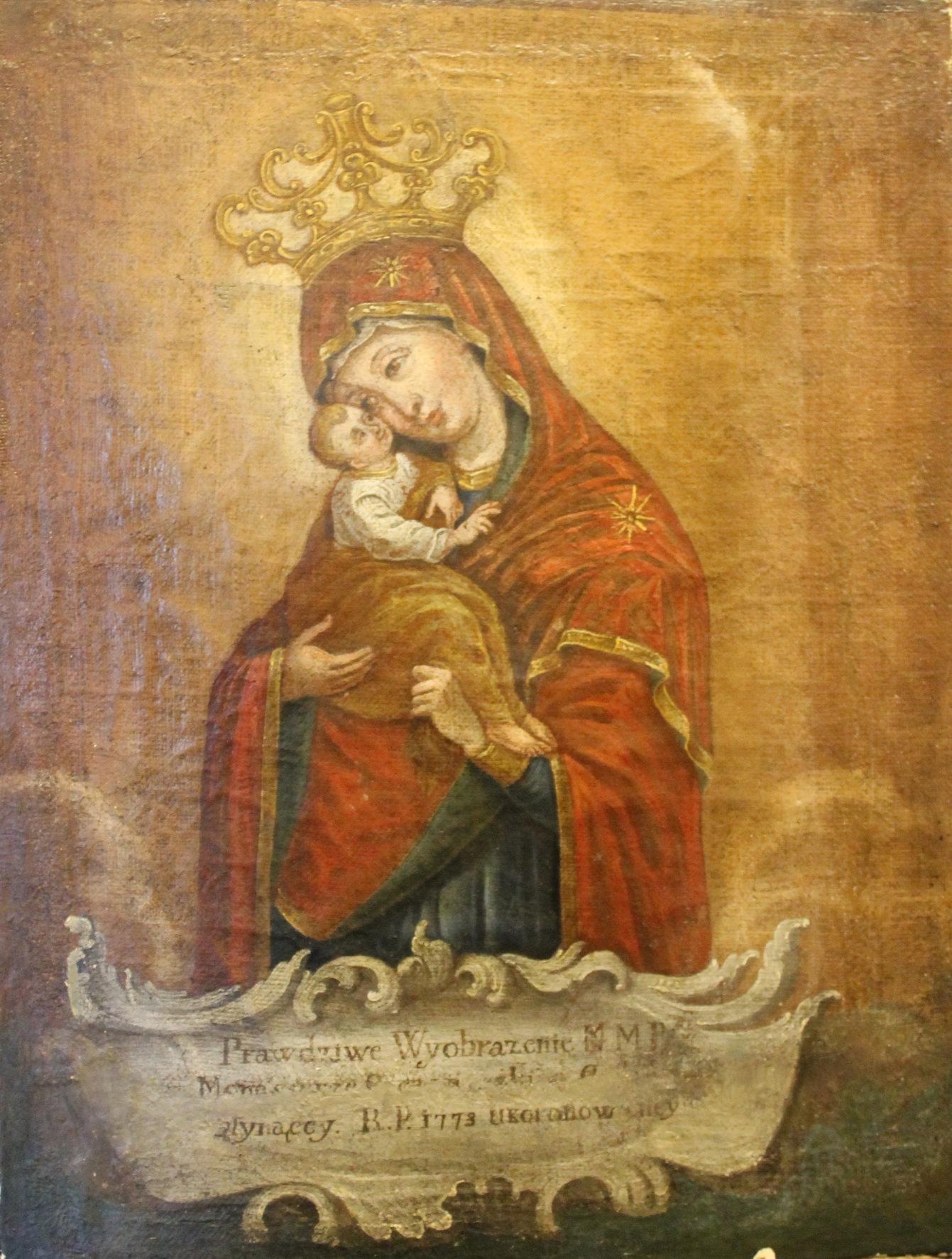
Virgen de Pochayev

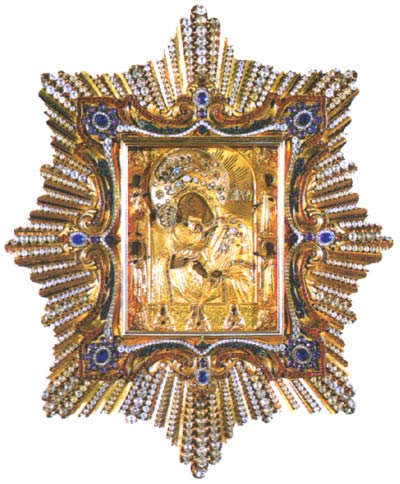
El santo ícono de la Madre de Dios de Pochaiv, con diadema dorada presentada por el papa Clemente XIV.

Virgen de Pochaev, es una advocación mariana venerada desde 1198 por multitud de fieles de la Iglesia Ortodoxa en Ucrania desde el antiguo territorio de Rus de Kiev. Pochaev o Pochaiv es una ciudad al suroeste de Ucrania. (Ukrainian: Почаївська ікона Пресвятої Богородиці) Theotokos de Pochayiv (ucranio: Почаївська икона Пресвятой Богородиці)

## La aparición de la Virgen
Un monje subió a un monte a orar, cuando una columna de fuego apareció, pero al momento de extinguirse, vieron a la Virgen María, tanto el monje como los pastores que ahí estaban. La aparición de la Virgen dejó una huella profunda en la región, debido a que un manantial de agua surgió a partir de la aparición de la virgen, que posteriormente en la primavera, se convirtió en una fuente de curaciones pues pronto se difundió la noticia por lo que los fieles acudieron al lugar, haciéndose popular en la zona, tal advocación. Por tal motivo algunos denominan la advocación como “huella”. Se cuenta de muchos acontecimientos sobrenaturales en la región. 

## El ícono
En 1559, se dedicó un primer ícono dedicado a tal advocación mismo que fue donado como regalo por parte de Neophit Metropolitano a Anna Hoyska, el mismo que fue entregado en 1644 a un monasterio de los monjes de la orden Basiliana de San Josafat de la Iglesia Católica Griega, del rito bizantino en Ucrania del cual se tenía noticia desde 1527. Se conoce de numerosos milagros debido a la virgen durante su estancia en el monasterio.
En 1675 la región fue invadida por los turcos, por lo que la población se refugió en el monasterio y pidiendo la intercesión de la virgen. Cuenta la leyenda que la misma virgen en un manto blanco, se apareció acompañada de una multitud de ángeles, y que lograron confundir y dispersar a los furiosos atacantes.
Posteriormente la devoción amplió sus límites extendiéndose a todo Ucrania, los Balcanes, Bielorrusia y Rusia. 
El origen del icono no está claro. Está pintado a la antigua manera bizantina tardía, del tipo iconográfico de Eleusa por lo que habría podido elaborarse en Bizancio o Bulgaria. El icono, es el típico ortodoxo oriental de la Virgen María.
La pintura muestra a la Madre de Dios con el Niño Jesús en uno de sus brazos, que a su vez con una de sus manos da una bendición, mientras que el otro sostiene parte del velo que la cubre a la vez que está portando una corona sobre su cabeza. A la derecha de María se muestra al profeta Elías y  otro santo.
Como muchos iconos famosos, ahora suele exhibirse con la mayor parte de la superficie cubierta por un elaborado marco de metales preciosos, o riza, excepto las caras. Es venerado por igual por católicos y ortodoxos orientales. Cuenta con un engarzado de una diadema dorada y fue presentada por el Papa Clemente XIV.  
Ha estado en el (monasterio)Laura de Pochaiv, en el óblast de Ternopil, Ucrania, desde 1597, cuando lo regaló una viuda adinerada Anna o Hanna Hoyska, propietaria de la ciudad de Pochaiv en la segunda mitad del siglo XVI. Anna había recibido la imagen sagrada del neófito metropolitano griego, mismo que podía ser visto en el Laura de Pochaiv. [2]
En 1773, el Papa Clemente XIV, atendiendo a la petición del conde Nicolás Potocki, envió dos pequeñas coronas de oro para el icono: una para la Santísima Virgen y otra para Jesús. Por lo tanto, se reconoció que el icono hacía maravillas.
Según algunas fuentes, la Virgen María representada en el icono ayudó a curar de la ceguera a Felipe, el hermano de Hanna Hoyska. Más tarde, la Theotokos de Pochayiv adquirió la reputación de ser un icono milagroso. La fiesta del icono de la Theotokos de Pochayiv se celebra el 23 de julio, ya sea en el calendario gregoriano (23 de julio N.S.) o en el calendario juliano (23 de julio O.S., 5 de agosto N.S.).  